# Lovejoy (Georgia)
Lovejoy è un comune degli Stati Uniti d'America, situato nello Stato della Georgia, nella contea di Clayton.